# Ruad Colles
I Ruad Colles sono una struttura geologica della superficie di Venere.